# Khowrlūl
Khowrlūl (persiska: خورلول, Khvorlūl) är en ort i Iran.   Den ligger i provinsen Hormozgan, i den sydöstra delen av landet, 1 000 km söder om huvudstaden Teheran. Khowrlūl ligger 67 meter över havet och antalet invånare är 509.
Terrängen runt Khowrlūl är platt åt sydost, men åt nordväst är den kuperad.Runt Khowrlūl är det ganska glesbefolkat, med 50 invånare per kvadratkilometer. Närmaste större samhälle är Bandar Abbas, 14,5 km söder om Khowrlūl. Trakten runt Khowrlūl är ofruktbar med lite eller ingen växtlighet.